# Pseudoanthidium canariense
Pseudoanthidium canariense là một loài Hymenoptera trong họ Megachilidae. Loài này được Mavromoustakis mô tả khoa học năm 1954.